# Concentration efficace médiane
La concentration efficace médiane (CE50 ou EC50 en anglais) est une mesure de la concentration d'un médicament, d'un anticorps ou d'un toxique qui induit une réponse à mi-chemin (médiane) entre la ligne de base et l'effet maximum après un certain temps d'exposition à celui-ci. Elle est couramment utilisée comme mesure de l'efficacité d'un médicament.
La CE50 d'une courbe dose-effet représente donc la concentration d'un composé où 50 % de l'effet maximal est observé. La CE50 d'une courbe dose-effet quantique représente la concentration d'un composé où 50 % de la population présente une réponse, après une durée d'exposition spécifiée.
Elle est également liée à la CI50 qui est une mesure de l'inhibition d'un composé (50 % d'inhibition). Pour des tests fonctionnels d'un antagoniste et des tests de liaison concurrente, la CI50 est la mesure la plus courante de la courbe dose-effet. Pour des tests agonistes/de stimulation, c'est la CE50.
Les mesures en fonction de la concentration suivent généralement une courbe sigmoïde, l'effet augmentant rapidement au cours d'un changement relativement faible de concentration. Le point où l'efficacité commence à diminuer (point d'inflexion), malgré des concentrations croissantes, est la CE50. Celle-ci peut être déterminée mathématiquement à l'aide d'une droite de meilleur ajustement. Bien que se baser sur un graphique pour l'estimation soit le plus pratique, les résultats en sont moins précis et corrects.

## Équation
Différentes équations peuvent être utilisées pour calculer la CE50. En voici une :
{\displaystyle Y=Base+{\frac {Sommet-Base}{1+({\frac {X}{EC_{50}}})^{\mathrm {coefficientdeHill} }}}}
où Y est la valeur observée, la base est la plus faible valeur observée, le sommet est la plus haute valeur observée, et où le coefficient de Hill donne la plus grande valeur absolue de la pente de la courbe.

## Limites
Les effets d'un médicament ou d'un agent stressant dépendent généralement de la durée d'exposition à celui-ci. Par conséquent, la CE50 (et les statistiques similaires) sera fonction du temps d'exposition. La forme exacte de cette fonction du temps dépendra de l'agent stressant (par exemple, le produit toxique spécifique), son mécanisme d'action, l'organisme exposé, etc.
Cette dépendance avec le temps entrave la comparaison de la puissance ou de la toxicité entre différents composés et organismes.